# Gestão Bruno Covas na prefeitura de São Paulo
Entre 2018 e 2021, a cidade de São Paulo foi governada pelo advogado e economista Bruno Covas, terceiro prefeito eleito pelo Partido da Social Democracia Brasileira (PSDB) na cidade. Neto do ex-prefeito e ex-governador Mário Covas, Bruno foi eleito vice-prefeito na chapa de João Doria em 2016. Com a renúncia de Doria, assumiu o comando do Executivo paulistano em 2018.
Em 2020 foi reeleito prefeito de São Paulo no segundo turno, com 59,38% os votos válidos. No primeiro turno, Covas venceu em todas as zonas eleitorais da cidade, feito inédito até então.
Com um estilo discreto comparado ao do antecessor, Covas era descrito como um gestor "moderado". Responsável por conduzir a cidade durante a Pandemia de COVID-19 no Brasil, foi um crítico da postura negacionista adotada pelo governo do presidente Jair Bolsonaro.
Em 16 de maio de 2021, Covas morre com 41 anos, devido à um câncer no aparelho digestivo. Foi o primeiro prefeito paulistano a falecer no exercício no mandato.

## Obras

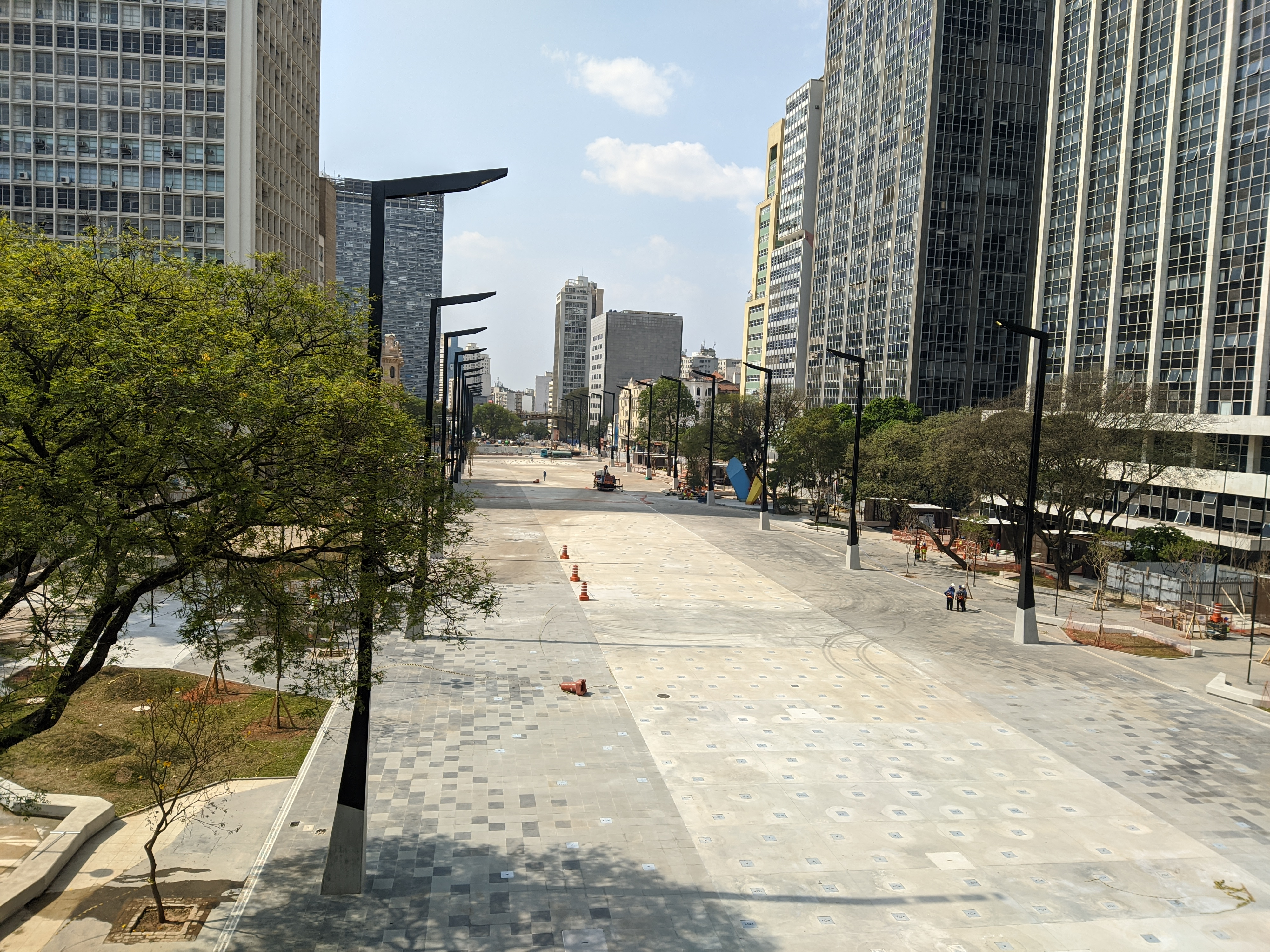
O novo Vale do Anhangabaú durante a reforma de 2020.

### Novo Vale do Anhangabaú
Uma das principais obras da gestão Bruno Covas foi a de requalificação urbana do Vale do Anhangabaú. Bruno tirou do papel o projeto de reforma do vale, de autoria da gestão Fernando Haddad (PT), que previa transformar o local, até então degradado, em um ambiente de convivência da cidade, com quiosques e uma fonte interativa.
O projeto, assinado pelo renomado arquiteto dinamarquês Jan Gehl, foi finalizado em 2021 e custou mais de R$ 100 milhões aos cofres municipais. O prefeito justificou o alto custo da obra, dizendo que a recuperação do Centro teria um caráter fundamental para atrair novos investimentos.
Durante as eleições, o projeto foi alvo de críticas dos adversários de Covas, que chegaram a afirmar que a obra teria retirado árvores do local, o que foi desmentido pela Prefeitura. Segundo o Executivo paulistano, as árvores foram apenas remanejadas paras as laterais do próprio vale, para a criação da fonte. O ex-prefeito Haddad, um dos adversários políticos de Covas, saiu em defesa da obra do Anhangabaú, dizendo que o local seria a "Nova Avenida Paulista".

### Reforma do Largo do Arouche

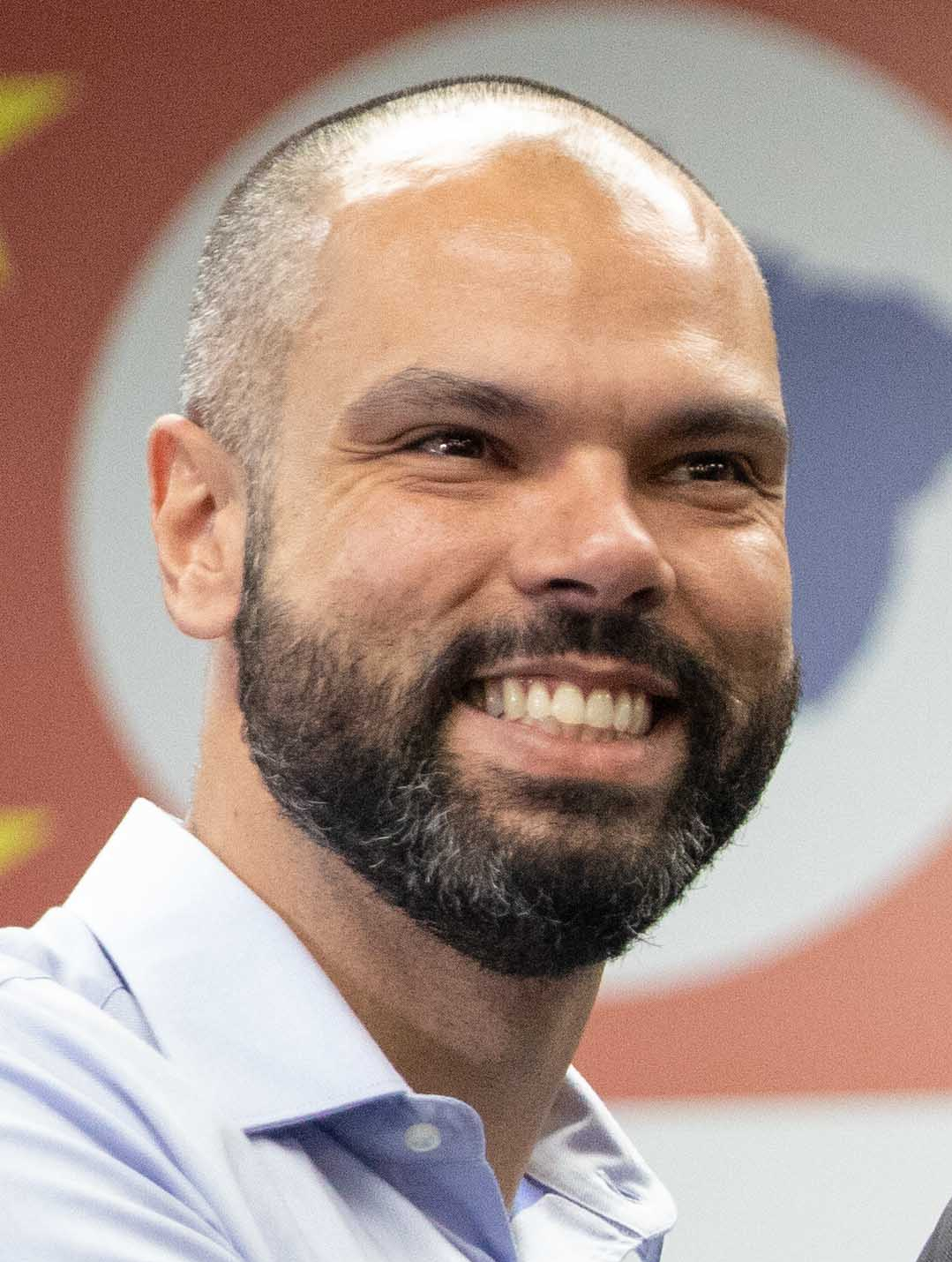
Bruno Covas em 2019.

Uma das apostas de Covas para a recuperação do Centro de São Paulo foi a revitalização do Largo do Arouche. O projeto, pensando pelo antecessor João Doria, previa a reforma total do largo, que estava degradado e era ponto de prostituição. A ideia era transforma-lo numa espécie de boulevard francês, mas enfrentou forte resistência de coletivos LGBT e associações de moradores da região. Sendo assim, o projeto foi paralizado e teve sua concepção alterada.

### Corredor de Ônibus Leste Itaquera
Durante a gestão Covas foi inaugurada a primeira fase do corredor de ônibus Leste Itaquera, entre as avenidas Itaquera e Líder, na zona leste.

### 5 Novos Parques
A Prefeitura de São Paulo entregou 3 novos parques durante a gestão Covas: Chuvisco, em Santo Amaro; Nascentes do Ribeirão Colônia, primeiro parque urbano de Parelheiros; e o Nair Belo, em Itaquera.
Também deixou adiantadas as obras de 2 parques: Paraisópolis, o primeiro no bairro homônimo; e Augusta, localizado no antigo terreno do Colégio Des Oiseaux.

## Educação

### 12 Novos CEUs
A gestão de Bruno Covas construiu 12 novos Centros Educacionais Unificados (CEUs), em continuidade ao programa lançado em 2001 pela ex-prefeita Marta Suplicy (PT). As unidades entregues foram: Cidade Tiradentes, José Bonifácio, Parque do Carmo, São Miguel, Tremembé, Vila Alpina, Artur Alvim, Carrão/Tatuapé, Coreto de Taipas, Freguesia do Ó, Parque Novo Mundo e Pinheirinho. Por um projeto de autoria de Covas, os novos CEUs foram nomeados exclusivamente com nomes de personalidades negras, como uma forma de combate ao racismo.

### Fila de vaga em creches zerada
Em 2020, a gestão Covas afirmou que zerou a fila de espera por vaga em creches na cidade de São Paulo, fato inédito na história da cidade.

### Cartão Merenda
Durante a suspensão das aulas devido ao agravamento da Pandemia de COVID-19 no Brasil, a Prefeitura criou o Cartão Merenda, um benefício que garantiu a alimentação a mais de 1 milhão de alunos da rede municipal.

## Saúde

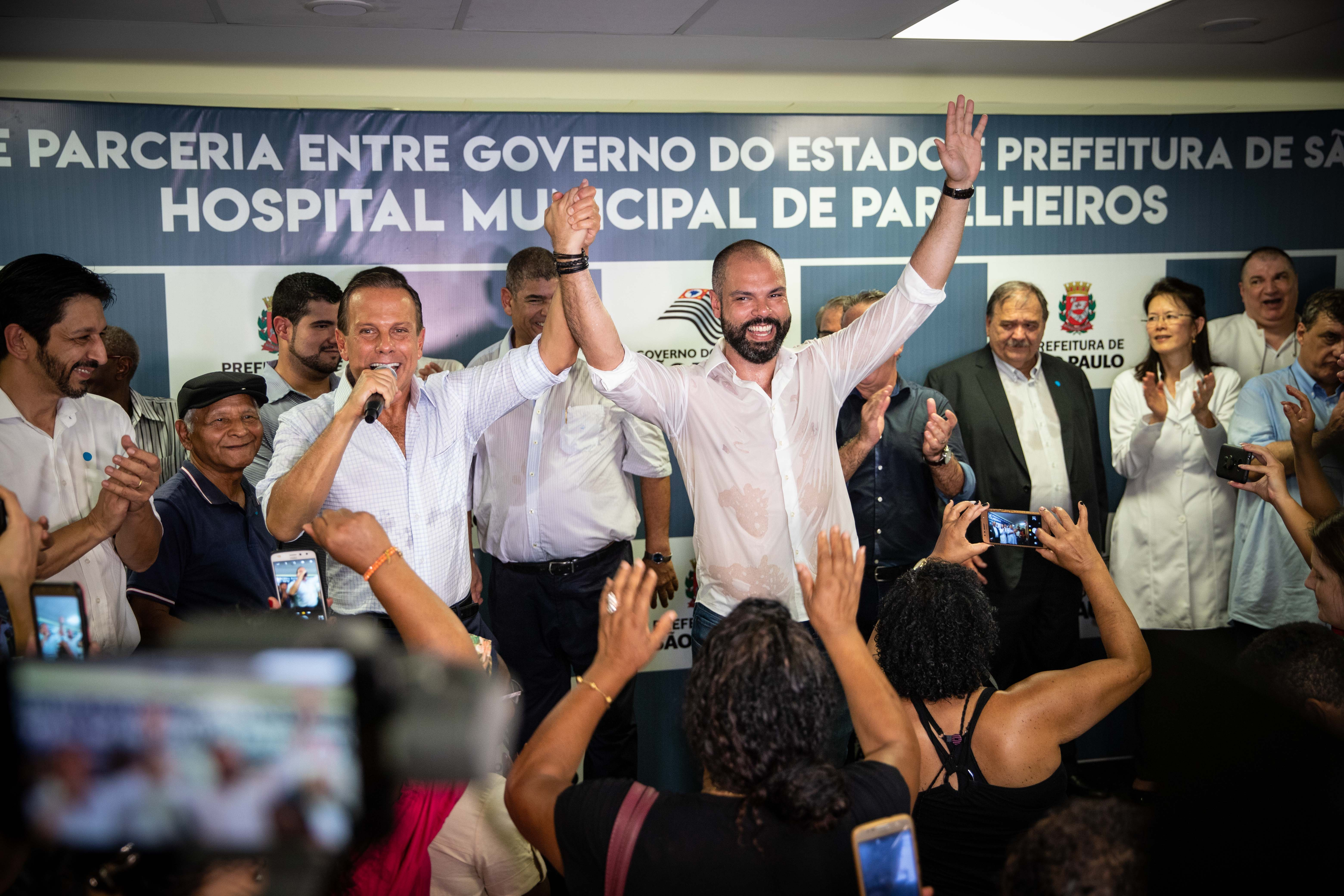
Bruno Covas e João Doria visitam o novo Hospital Municipal de Parelheiros.

### 8 Novos Hospitais
A gestão Bruno Covas construiu 8 novos hospitais municipais, sendo eles: Brasilândia, Brigadeiro, Bela Vista, Parelheiros, Guarapiranga, Capela do Socorro, Santo Amaro e Sorocabana, além da construção do anexo hospitalar no Hospital Municipal do M’Boi Mirim.

### Combate à Pandemia

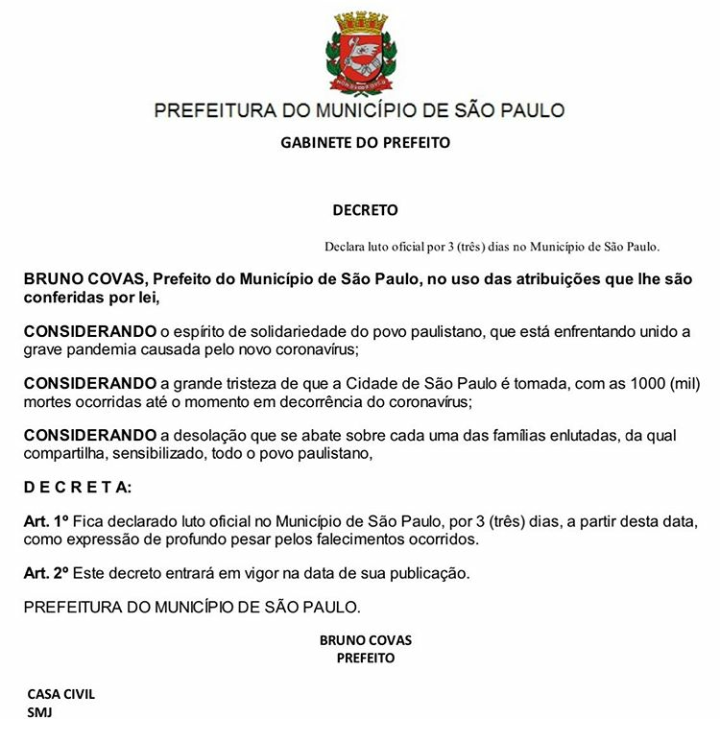
Decreto de luto oficial em pesar pela mortes decorrentes da Pandemia de Covid-19.

Covas fez uma gestão da crise sanitária na cidade com uma visão pautada pela ciência, em certa medida, destoante do estilo negacionista do então presidente Jair Bolsonaro (sem partido). Além de aumentar o número de UTIs na cidade, Covas incentivou o distanciamento social e o uso de máscaras como forma de combate à disseminação do vírus. O prefeito também restringiu a circulação de pessoas na cidade, e seguiu a determinação estadual para o fechamento de comércios e escolas, o que lhe rendeu atritos com setores econômicos.
Em maio de 2020, com o índice de isolamento social diminuindo, a Prefeitura resolveu adotar medidas para reverter o cenário. Foi decretado então o bloqueio parcial de algumas das principais avenidas da cidade, ação que não teve o resultado desejado, pois restringiu o deslocamento de quem precisava utilizar o carro para atividades essenciais, como os profissionais da área de saúde. O bloqueio de avenidas foi suspenso e, em seguida, o prefeito decretou um rodízio de veículos por final da placa, com abrangência em toda a cidade. Esta também foi bastante criticada, por ter feito aumentar a aglomeração de pessoas no transporte público.
Bruno Covas também chegou a viver por 70 dias dentro do Edifício Matarazzo, sede da Prefeitura, para facilitar a tomada de decisões de políticas públicas de urgência relacionadas à pandemia. Nessa época, o prefeito já fazia tratamento contra o câncer.

## Assistência Social

### Renda Básica Emergencial
A partir de 2020, a Prefeitura criou um programa de transferência de renda, complementar ao Auxílio emergencial do Governo Federal. Inicialmente, o benefício previa o repasse de 100 reais mensais à cidadãos de baixa renda inscritos no Cadastro Único, como uma forma de mitigar os impactos econômicos causados pela Pandemia de COVID-19 na cidade.

## Cultura

### Festival Verão Sem Censura
No ano de 2020, aconteceu o Festival Verão Sem Censura, um festival com manifestações culturais criticadas pelo Governo Federal, durante a gestão de Jair Bolsonaro.

### Carnaval de Rua
Durante a gestão Covas, aconteceu o maior carnaval de rua da história da cidade, com a participação de mais de 500 blocos e 15 milhões de pessoas.

## Gestão Administrativa

### Concessões
Covas continuou o programa de concessões de João Doria, e equipamentos como o Parque do Ibirapuera, o Vale do Anhangabaú e o Mercado Municipal de São Paulo foram concedidos à iniciativa privada.

### Reforma da Previdência Municipal
Durante a gestão de Bruno Covas, em 2018, foi sancionada a Reforma da Previdência dos servidores municipais. A reforma aumentou a alíquota de 11% para 14% para os servidores e estabeleceu um sistema de previdência complementar, o SampaPrev, para quem ganha acima do teto de aposentadoria do INSS (R$ 5.645,80). O déficit da Previdência municipal na época era R$ 5,4 bilhões, segundo a Prefeitura.

## Controvérsias

### Repressão ao protesto de servidores na Câmara
Durante a votação da Reforma da Previdência Municipal em 2018, servidores organizaram um protesto em frente à Câmara Municipal, e tentaram invadir o prédio. Para dispersar os manifestantes, a Guarda Civil Metropolitana (GCM) usou bombas de gás lacrimogêneo, spray de pimenta e balas de borracha, ferindo manifestantes.

### Gratuidade no transporte público
No final do ano de 2020, no mês de dezembro, Covas retirou a gratuidade de transporte público destinada a idosos de sessenta e a sessenta e cinco anos no município - lei que existia na legislação da cidade desde 2013. A medida acompanhou a decisão do então governador de São Paulo, João Dória.

### Aumento do salário
Em 2021, o prefeito autorizou o aumento do seu próprio salário, o que gerou críticas, já que o país estava sob efeito de uma recessão econômica. Covas justificou, dizendo que o aumento de seu salário era a forma de aumentar o teto municipal de salários da Prefeitura, que estava defasado, e assim, evitar perder os servidores para outras carreiras.

### Pedras no viaduto
Em 2021, a Prefeitura instalou pedras debaixo de um viaduto na Mooca, na zona leste da cidade, com o objetivo de afastar a população em situação de rua que ficava no local. Apesar de ser uma prática comum em gestões anteriores na cidade, o caso gerou repercussão negativa após um foto do padre Júlio Lancellotti destruindo as pedras viralizar na internet. Após a repercussão, a Prefeitura retirou as pedras do local e exonerou o funcionário que ordenou a sua instalação.

### Confusão entre ações de Doria e Covas
Por ter assumido o mandato de João Doria, Bruno Covas é erroneamente associado à episódios da Gestão Doria na prefeitura de São Paulo, como o caso da Farinata, também conhecida como ração humana, ou a demolição de hotéis na Cracolândia - em que Covas era vice e não prefeito.